# Aladağ

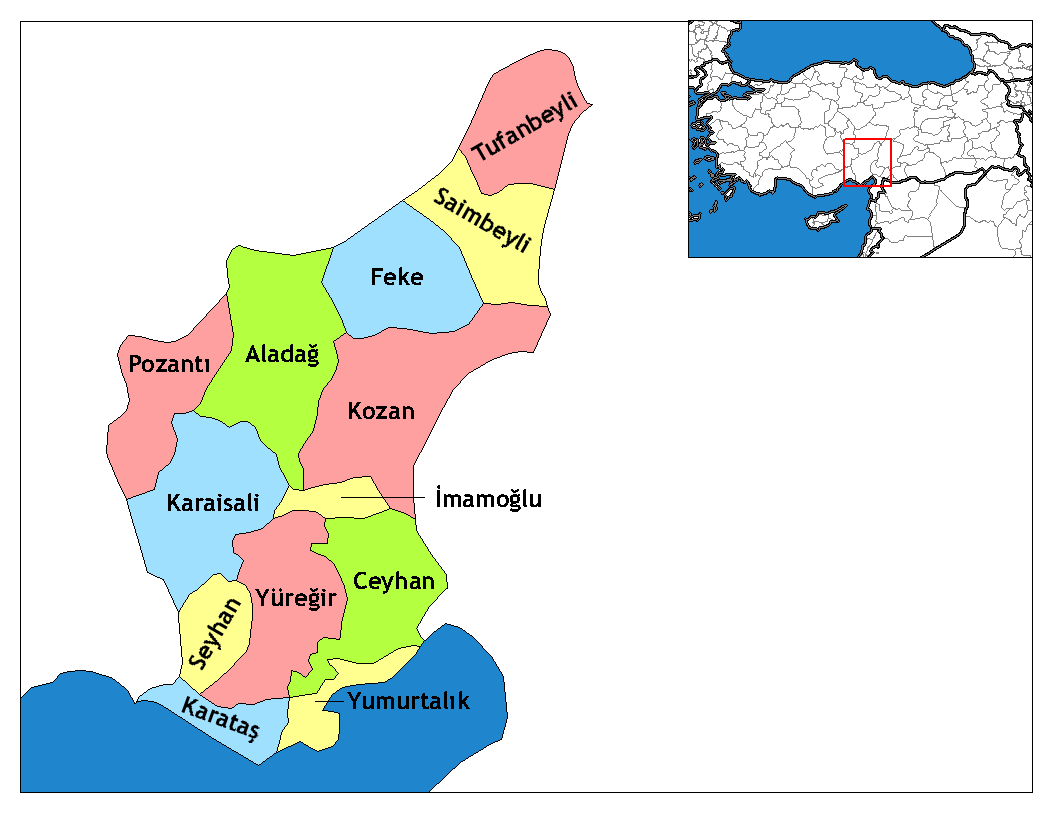
Dystrykty w prowincji Adana

Aladağ (dawniej Karsantı) – miasto i dystrykt (tur. ilçe) w prowincji Adana w Turcji. W 2008 roku miasto było zamieszkane przez 4556 osób, a dystrykt przez 13 693 osoby. W 2014 roku populacja dystryktu wynosiła 17 113 osób.
Miasto istniało już w czasach starożytnych. Było osadą hetycką, rzymską i bizantyjską. Do 1973 roku nosiło nazwę Karakoy, później Karsantı, od 1987 obecną. Od miasta wzięły nazwę leżące w okolicy góry Aladağlar (Antytaurus).
W Aladağ znajduje się początek rzeki Seyhan.